# Francis James Newton
Francis James Newton (Saint Croix, 1857-Bindura, 8 de mayo de 1948) fue un abogado, político y administrador colonial inglés, que tuvo gran influencia en diferentes colonias del Imperio Británico, principalmente en Rodesia del Sur (actual Zimbabue).

## Primeros años
Era hijo de Francisco Rodes Newton – un plantador de Inglés de Elveden Hall, en Suffolk – y su esposa danesa Anna Louisa, hija mayor de Jacob Heitmann Gyllich, Caballero de la Orden de Dannebrog, y su esposa Adrianna Louise von Meley. Su abuelo inglés fue el parlamentario de la Cámara de los Comunes William Newton, mientras que entre sus tíos estaban el científico Alfred Newton, el administrador colonial Sir Edward Newton y el oficial del ejército, el general Sir William Samuel Newton.

## Carrera profesional
Después de graduarse con una maestría, trabajó en la Colonia del Cabo, primero como secretario privado del primer ministro, Thomas Charles Scanlen, y luego como ayudante de campo y secretario privado del gobernador, Sir Hercules Robinson. Añadiendo una calificación legal a sus habilidades, se convirtió en abogado del Inner Temple en 1890.
En 1890 fue nombrado Secretario Colonial y Receptor General de la Bechuanalandia Británica, seguido en 1895 por el puesto de Comisionado Residente en el Protectorado de Bechuanalandia, ahora Botsuana, pero después de la Jameson Raid fue destituido. En 1898 recibió el cargo de Secretario Colonial de la Honduras Británica, ahora Belice, luego de lo cual, permaneciendo en el Caribe, en 1901 se convirtió en Secretario Colonial de Barbados, recibiendo el nombramiento para el Consejo Legislativo de la Colonia. Al regresar a África del Sur, fue nominado para ser miembro del Consejo Legislativo de Rodesia del Sur en 1903, y nombrado Tesorero del órgano legislativo. Durante un período en 1914 fue Administrador de Rodesia del Sur, en carácter de Gobernador interino. En 1923, una vez concedido el autogobierno a Rodesia del Sur, fue nombrado Secretario Colonial de Rodesia del Sur y en las elecciones de 1924 a la Asamblea Legislativa de Rodesia del Sur llegó a la cima de la encuesta para el distrito electoral de Mazoe (como se deletreaba entonces). Sin embargo, renunció el 26 de agosto de 1924 al ser nombrado Alto Comisionado de Rodesia del Sur en el Reino Unido, cargo que ocupó hasta que fue sucedido por John Wallace Downie en 1930.

## Honores
En los honores de Año Nuevo de 1892 fue nombrado Compañero de la Orden de San Miguel y San Jorge (CMG). En 1911 recibió el nombramiento como Comendador de la Real Orden Victoriana (CVO) y finalmente en 1919 el premio de Caballero Comendador de la Orden de San Miguel y San Jorge (KCMG).

## Familia
En 1889 en la Colonia del Cabo se casó con Henrietta Cloete, la hija de Daniel Cloete, un cervecero afrikáner que formaba parte del Consejo Legislativo. Su hermana Anna Evangeline era la esposa del general de división Sir Edward Northey. Su único hijo en llegar a la edad adulta, Charles Hercules Francis Augustus Newton, un oficial del Cuerpo Real de Fusileros del Rey, murió en acción en Bélgica en 1916.
En Rodesia del Sur era dueño de la plantación Pimento Park en Mazowe, que fue heredada por su sobrino nieto Oliver Newton. Murió en el hospital de Bindura y su testamento fue probado en Londres el 22 de septiembre de 1948.

## Retratos
Los retratos de Francis y de Henrietta encuentran en la National Portrait Gallery de Londres.